# تولسیداس کوچیکه
تولسیداس کوچیکه یا تولسیداس جوان (به انگلیسی: Toolsidas Junior) فیلمی هندی محصول سال ۲۰۲۲ و به کارگردانی میردول ماهاندرا است. در این فیلم بازیگرانی همچون سانجی دات، راجیو کاپور، دالیپ تاهیل، وارون بادادو و سارا آرجون ایفای نقش کرده‌اند.